# 3878-as busz
A 3878-as jelzésű autóbuszvonal egy Sárospatak és Révleányvár között közlekedő helyközi járat, amelyet a Volánbusz Zrt. üzemeltet Cigánd és Ricse érintésével.

## Útvonala
Sárospatak vasútállomásról indul. A Bodrog folyót keresztezve hagyja el a várost Tiszacsermely felé. A 3814-es mellékúton halad, a vonal 8. kilométerénél Páterhomok kültelepülést éri el, majd Nagyhomokot, és az első községet, Tiszacsermelyt. Cigánd város következik, egy munkanapi és egy munkaszüneti napi az autóbusz fordulójához is kitér. Ricsét délnyugati irányból közelíti meg, a vegyesbolt megállót is érinti. A nagyközséget a vonal vége felé, Révleányvár felé hagyja el, a Fő terén végállomásozik.
Ellentétes irányban útvonala változatlan.

## Közlekedése
Indításszáma alacsony, munkanapokon és munkaszüneti napokon is 1 járat (tanévi munkaszüneti napokon 2) közlekedik a két végállomás között. Szabadnapon Révleányvárról Ricsére létezik egy kora esti indítás. Vasúti (Szerencs/Miskolc/Budapest felé) és autóbuszi (Sátoraljaújhely felé) csatlakozás van biztosítva Sárospatakon a legtöbb esetben.
| Útvonal                               | Indításszám | Közlekedési rend              |
| ------------------------------------- | ----------- | ----------------------------- |
| Sárospatak, vá. ➝ Révleányvár, Fő tér | 1 oda       | munkanapokon                  |
| Sárospatak, vá. ➝ Révleányvár, Fő tér | 1 oda       | tanévben munkaszüneti napokon |
| Révleányvár, Fő tér ➝ Ricse, v.bolt   | 1 oda       | szabadnapokon                 |
| Révleányvár, Fő tér ➝ Sárospatak, vá. | 1 oda       | munkaszüneti napokon          |

## Megállóhelyei
| 0                                                      | Sárospatak, vasútállomás végállomás    | 0.0 km  | 1449 3729, 3869, 3870, 3871, 3872, 3873, 3875, 3879, 3880, 3881, 3882, 3883, 3884, 3885, 3886, 3888, 3889, 3930 Füzér InterCity, Zemplén InterCity, személyvonat – Sárospatak [80.] |
| 1                                                      | Sárospatak, Bodrog Áruház              | 0.9 km  | 1449 3729, 3869, 3872, 3873, 3875, 3879, 3880, 3881, 3882, 3883, 3884, 3885, 3886, 3888, 3889, 3923                                                                                 |
| 2                                                      | Sárospatak, téglagyár                  | 2.6 km  | 3872, 3873, 3875, 3879, 3880, 3888, 3923 |
| 3                                                      | Halászhomoki elágazás                  | 4.7 km  | 3872, 3873, 3875, 3879, 3880, 3888, 3923 |
| 4                                                      | Páterhomok, vegyesbolt                 | 7.9 km  | 3879, 3880, 3888, 3923 |
| 5                                                      | Sirálytanya                            | 9.2 km  | 3879, 3880, 3888, 3923 |
| 6                                                      | Dorkótanyai elágazás                   | 12.1 km | 3879, 3880, 3888, 3923 |
| 7                                                      | Tiszakarádi elágazás                   | 16.2 km | 3879, 3880, 3888, 3920, 3923 |
| 8                                                      | Nagyhomok, autóbusz-váróterem          | 16.5 km | 3879, 3880, 3888, 3923 |
| 9                                                      | Tiszacsermely, Kossuth utca 8.         | 22.0 km | 3879, 3880, 3888, 3923 |
| 10                                                     | Tiszacsermely, autóbusz-váróterem      | 23.0 km | 3879, 3880, 3888, 3923 |
| 11                                                     | Tiszacsermely, Arany János utca 10.    | 24.4 km | 3879, 3880, 3888, 3923 |
| 12                                                     | Határszél                              | 25.0 km | 3879, 3880, 3888, 3923 |
| 13                                                     | Erzsébettanya bejárati út              | 27.2 km | 3879, 3880, 3888, 3923 |
| 14                                                     | Cigánd, Felszabadulás utca             | 29.2 km | 3879, 3880, 3888, 3923 |
| 15                                                     | Cigánd, Árpád utca                     | 30.0 km | 3879, 3880, 3888, 3923 |
| 16                                                     | Cigánd, szabadidőközpont               | 30.8 km | 3877, 3879, 3880, 3887, 3888, 3920, 3923, 3925 |
| Munkanapokon 1; munkaszüneti napokon 1 indítás érinti. |                                        |         | |
| ∫                                                      | Cigánd, Hősök tere                     | ∫       | 3877, 3879, 3880, 3887, 3888, 3920, 3925 |
| ∫                                                      | Cigánd, autóbusz-forduló               | ∫       | 3877, 3879, 3880, 3887, 3888, 3920, 3925 |
| ∫                                                      | Cigánd, Hősök tere                     | ∫       | 3877, 3879, 3880, 3887, 3888, 3920, 3925 |
| 16                                                     | Cigánd, szabadidőközpont               | 30.8 km | 3877, 3879, 3880, 3887, 3888, 3920, 3923, 3925 |
| 17                                                     | Branyiczkitanya                        | 32.4 km | 3877, 3879, 3887, 3888, 3923 |
| 18                                                     | Ricsei útelágazás                      | 34.0 km | 3877, 3879, 3887, 3888, 3923 |
| 19                                                     | Budahomok                              | 38.4 km | 3877, 3879, 3887, 3923 |
| 20                                                     | Ricse, Vasút utca 54.                  | 40.3 km | 3877, 3879, 3887, 3923 |
| 21                                                     | Ricse, szociális otthon                | 41.1 km | 3872, 3877, 3879, 3887, 3923, 3924, 3925 |
| 22                                                     | Ricse, vegyesbolt vonalközi végállomás | 41.9 km | 3872, 3873, 3877, 3879, 3887, 3923, 3924, 3925 |
| 23                                                     | Ricse, szociális otthon                | 42.7 km | 3872, 3877, 3879, 3887, 3923, 3924, 3925 |
| 24                                                     | Erdészlak bejárati út                  | 46.2 km | 3872, 3887, 3924 |
| 25                                                     | Révleányvár, Fő tér végállomás         | 48.4 km | 3872, 3873, 3879, 3924, 3925 |